# تيموثي جينينغز
تيموثي جينينغز (بالإنجليزية: Timothy Jennings)‏ هو سياسي أمريكي، ولد في 4 سبتمبر 1950 في روزويل في الولايات المتحدة. حزبياً، نشط في الحزب الديمقراطي. وقد انتخب عضو مجلس ولاية نيومكسيكو.